# Simbabwische Cricket-Nationalmannschaft in Indien in der Saison 2001/02
Die Tour der simbabwischen Cricket-Nationalmannschaft nach Indien in der Saison 2001/02 fand vom 15. Februar bis zum 19. März 2002 statt. Die internationale Cricket-Tour war Teil der internationalen Cricket-Saison 2001/02 und umfasste zwei Test Matches und fünf ODIs. Indien gewann die Testserie 2-0 und die ODI-Serie 3-2.

## Vorgeschichte
Indien spielte zuvor eine Tour gegen England, Simbabwe in Sri Lanka. Das letzte Aufeinandertreffen der beiden Mannschaften bei einer Tour fand in der Saison 2001 in Simbabwe statt.

## Stadien
Für die Tour wurden folgende Stadien als Austragungsorte vorgesehen und am 12. September 2001 bekanntgegeben.
| Stadion                              | Stadt     | Kapazität | Spiele  |
| ------------------------------------ | --------- | --------- | ------- |
| Feroz Shah Kotla                     | Delhi     | 48.000    | 2. Test |
| Nahar Singh Stadium                  | Faridabad | 25.000    | 1. ODI  |
| Nehru Stadium                        | Guwahati  | 15.000    | 5. ODI  |
| Lal Bahadur Shastri Stadium          | Hyderabad | 25.000    | 4. ODI  |
| Jawaharlal Nehru Stadium             | Kochi     | 75.000    | 3. ODI  |
| Punjab Cricket Association Stadium   | Mohali    | 35.000    | 2. ODI  |
| Vidarbha Cricket Association Stadium | Nagpur    | 45.000    | 1. Test |

## Kader
Indien benannte seinen Test-Kader am 16. Februar 2002.
| Test | Test | ODI | ODI |
| Indien | Simbabwe | Indien | Simbabwe |
| --- | --- | --- | --- |
| - Sourav Ganguly (K) - Sanjay Bangar - Shiv Sunder Das - Deep Dasgupta (wk) - Rahul Dravid - Zaheer Khan - Anil Kumble - VVS Laxman - Virender Sehwag - Harbhajan Singh - Javagal Srinath - Sachin Tendulkar | - Stuart Carlisle (K) - Alistair Campbell - Dion Ebrahim - Andy Flower - Grant Flower - Travis Friend - Trevor Gripper - Ray Price - Gavin Rennie - Heath Streak - Tatenda Taibu (wk) - Brighton Watambwa | - Sourav Ganguly (K) - Ajit Agarkar - Sanjay Banger - Vijay Bharadwaj - Drahul Dravid - Mohammad Kaif - Murali Kartik - Zaheer Khan - Anil Kumble - VVS Laxman - Dinesh Mongia - Ajay Ratra (wk) - Harbhajan Singh - Sarandeep Singh - Yuvraj Singh | - Stuart Carlisle (K) - Gary Brent - Alistair Campbell - Dion Ebrahim - Andy Flower - Grant Flower - Travis Friend - Douglas Hondo - Doug Marillier - Pommie Mbangwa - Heath Streak - Tatenda Taibu (wk) - Craig Wishart |

## Tour Match
| 15.–17. Februar Scorecard | Vijayawada | Indian Board President’s XI 361-3d (97) & 154-1 (42) | – | Zimbabweans 340 (117.3) |
|                           |            | Remis                                                |   |                         |

## Test Matches

### Erster Test in Nagpur
| 21.–25. Februar Scorecard | Nagpur | Simbabwe 287 (103.5) & 182 (88.4)             | – | Indien 570-7d (184.5) |
|                           |        | Indien gewinnt mit einem Innings und 101 Runs |   |                       |

### Zweiter Test in Delhi
| 28. Februar – 4. März Scorecard | Delhi | Simbabwe 329 (110.5) & 146 (67.3) | – | Indien 354 (129.2) & 126-6 (45.5) |
|                                 |       | Indien gewinnt mit 4 Wickets      |   |                                   |

## One-Day International

### Erstes ODI in Faridabad
| 7. März Scorecard | Faridabad | Indien 274-6 (50)             | – | Simbabwe 277-9 (49.4) |
|                   |           | Simbabwe gewinnt mit 1 Wicket |   |                       |

### Zweites ODI in Mohali
| 10. März Scorecard | Mohali | Indien 319-6 (50)          | – | Simbabwe 255 (43.3) |
|                    |        | Indien gewinnt mit 64 Runs |   |                     |

### Drittes ODI in Kochi
| 13. März Scorecard | Kochi | Indien 191 (48.3)              | – | Simbabwe 197-4 (44.2) |
|                    |       | Simbabwe gewinnt mit 6 Wickets |   |                       |

### Viertes ODI in Hyderabad
| 16. März Scorecard | Hyderabad | Simbabwe 240-8 (50)          | – | Indien 244-5 (48.1) |
|                    |           | Indien gewinnt mit 5 Wickets |   |                     |

### Fünftes ODI in Guwahati
| 19. März Scorecard | Guwahati | Indien 333-6 (50)           | – | Simbabwe 232 (42.1) |
|                    |          | Indien gewinnt mit 101 Runs |   |                     |

## Statistiken
Die folgenden Cricketstatistiken wurden bei dieser Tour erzielt.
| Tests            | Tests      | Tests   | Tests   | Tests   | Tests   | Tests   | Tests   | Tests   |
| Batting          | Batting    | Batting | Batting | Batting | Batting | Batting | Batting | Batting |
| Spieler          | Mannschaft | Spiele  | Innings | Runs    | Average | HS      | 100s    | 50s     |
| ---------------- | ---------- | ------- | ------- | ------- | ------- | ------- | ------- | ------- |
| Sachin Tendulkar | Indien     | 2       | 3       | 254     | 84,66   | 176     | 1       | 0       |
| Sourav Ganguly   | Indien     | 2       | 3       | 194     | 64,66   | 136     | 1       | 0       |
| Shiv Sunder Das  | Indien     | 2       | 3       | 149     | 49,66   | 105     | 1       | 0       |
| Stuart Carlisle  | Simbabwe   | 2       | 4       | 142     | 35,50   | 77      | 0       | 1       |
| Dion Ebrahim     | Simbabwe   | 1       | 2       | 116     | 58,00   | 94      | 0       | 1       |
| Bowling          |            |         |         |         |         |         |         |         |
| Spieler          | Mannschaft | Spiele  | Overs   | Wickets | Average | BBI     | 5W      | 10W     |
| Anil Kumble      | Indien     | 2       | 134.2   | 16      | 18,18   | 5/63    | 1       | 0       |
| Harbhajan Singh  | Indien     | 2       | 116.3   | 12      | 19,66   | 6/62    | 1       | 0       |
| Ray Price        | Simbabwe   | 2       | 137     | 10      | 31,40   | 5/182   | 1       | 0       |
| Zaheer Khan      | Indien     | 2       | 47      | 6       | 27,66   | 3/45    | 0       | 0       |
| Heath Streak     | Simbabwe   | 2       | 88.1    | 6       | 42,16   | 4/92    | 0       | 0       |

| ODIs              | ODIs       | ODIs    | ODIs    | ODIs    | ODIs    | ODIs    | ODIs    | ODIs    |
| Batting           | Batting    | Batting | Batting | Batting | Batting | Batting | Batting | Batting |
| Spieler           | Mannschaft | Spiele  | Innings | Runs    | Average | HS      | 100s    | 50s     |
| ----------------- | ---------- | ------- | ------- | ------- | ------- | ------- | ------- | ------- |
| Dinesh Mongia     | Indien     | 5       | 5       | 263     | 65,75   | 159*    | 1       | 0       |
| Alistair Campbell | Simbabwe   | 5       | 5       | 251     | 50,20   | 84      | 0       | 3       |
| Andy Flower       | Simbabwe   | 4       | 4       | 190     | 47,50   | 89      | 0       | 2       |
| Sourav Ganguly    | Indien     | 5       | 5       | 189     | 37,80   | 86      | 0       | 2       |
| Mohammad Kaif     | Indien     | 5       | 5       | 183     | 45,75   | 68      | 0       | 2       |
| Bowling           |            |         |         |         |         |         |         |         |
| Spieler           | Mannschaft | Spiele  | Overs   | Wickets | Average | BBI     | 5W      | 10W     |
| Harbhajan Singh   | Indien     | 5       | 47.4    | 10      | 19,40   | 4/33    | 0       | 0       |
| Zaheer Khan       | Indien     | 5       | 44      | 10      | 21,70   | 4/47    | 0       | 0       |
| Ajit Agarkar      | Indien     | 5       | 44      | 8       | 24,12   | 4/32    | 0       | 0       |
| Douglas Hondo     | Simbabwe   | 3       | 26.3    | 7       | 20,14   | 4/37    | 0       | 0       |
| Grant Flower      | Simbabwe   | 5       | 43      | 5       | 39,60   | 2/35    | 0       | 0       |
| Doug Marillier    | Simbabwe   | 5       | 44      | 5       | 46,60   | 2/44    | 0       | 0       |

## Player of the Series
Als Player of the Series wurden die folgenden Spieler ausgezeichnet.
| Serie | Player of the Series |
| ----- | -------------------- |
| Test  | Anil Kumble          |
| ODI   | Dinesh Mongia        |

### Player of the Match
Als Player of the Match wurden die folgenden Spieler ausgezeichnet.
| Spiel   | Player of the Match |
| ------- | ------------------- |
| 1. Test | Anil Kumble         |
| 2. Test | Harbhajan Singh     |
| 1. ODI  | Doug Marillier      |
| 2. ODI  | Sourav Ganguly      |
| 3. ODI  | Douglas Hondo       |
| 4. ODI  | Yuvraj Singh        |
| 5. ODI  | Dinesh Mongia       |